# Rode slanke lori
De rode slanke lori of slanke lori (Loris tardigradus) behoort tot de familie van de lori's (Lorisidae). De wetenschappelijke naam van de soort werd in 1758 als Lemur tardigradus gepubliceerd door Carl Linnaeus.

## Kenmerken
Dit dier heeft aan de bovenkant een geelgrijze tot donkerbruine vacht, aan de onderkant is deze zilvergrijs. Het voorhoofd vertoont een donker gelaatsmasker met een lichte middenstreep. De grote, naar voren gerichte ogen zorgen voor een goede afstandsschatting. Het dier heeft een volwassen lichaamslengte van ongeveer 17 tot 26 cm en een gewicht van 85 tot 350 gram.

## Leefwijze
De rode slanke lori is een staartloos, rustig bewegend dier dat uitsluitend voorkomt op Sri Lanka. Het leven van de rode slanke lori speelt zich grotendeels af in bomen waar deze solitair levende dieren hun voedsel bij elkaar zoeken. Rode slanke lori's zijn omnivoren; ze voeden zich met boombladeren en vruchten, grote insecten, hagedissen, eieren en jonge nestvogels. Rode slanke lori's zijn overwegend nachtactieve dieren die het grootste deel van de dag slapend, opgerold op een tak of in een holle boom doorbrengen.

## Voortplanting
Vrouwtjes zijn met 10 maanden geslachtsrijp en vanaf dat moment twee keer per jaar vruchtbaar. De draagtijd bedraagt 166 tot 169 dagen, waarna 1 tot 2 jongen worden geboren, die 6 tot 7 maanden worden gezoogd.

## Verspreiding
Deze soort komt voor in de tropische bossen van Sri Lanka.

## Ondersoorten
De soort heeft de volgende drie ondersoorten:
- Loris tardigradus tardigradus (Linnaeus, 1758) – komt voor in zuidwestelijk Sri Lanka.
- Loris tardigradus nycticeboides Hill, 1942 – komt voor in de Centrale Hooglanden van Sri Lanka.
- Loris tardigradus parvus Gamage et al., 2017 – komt voor in westelijk Sri Lanka.